# 吾妻小富士
吾妻小富士（日語：あづまこふじ）是位在福島縣的成層火山。標高1,707公尺，吾妻連峰之一。從山麓的福島市側看中央的大火山口，宛如富士山的山頂。本來的山名是「摺鉢山」。

## 關連項目
- 吾妻連峰 - 一切經山
- 磐梯吾妻道路
- 磐梯朝日國立公園

## 外部連結
- 氣象廳 | 吾妻山